# ミリストイル化
ミリストイル化（ミリストイルか、Myristoylation）は、不可逆的なタンパク質の翻訳後修飾で、動物、植物、真菌、ウイルスで見られる。この翻訳後修飾において、ミリストイル基（ミリスチン酸から誘導される）は、発生期のポリペプチドのN末端グリシン残基のα-アミノ基とアミド結合で結合される。この修飾はN-ミリストイルトランスフェラーゼによって触媒され、通常は同時翻訳によるN末端のメチオニン除去の間に露わになったグリシン残基に起こる。また、ミリストイル化はアポトーシスでカスパーゼが分裂する前にその内部のグリシン残基に起こる。

## 機能
ミリストイル化は植物における細胞膜とシグナル伝達で不可欠な役割を果たす。